# The Traveling Wilburys Collection
The Traveling Wilburys Collection es una caja recopilatoria del supergrupo Traveling Wilburys publicada por la compañía discográfica Rhino Records en junio de 2007. La caja incluye Vol. 1 y Vol. 3, los dos álbumes grabados por el grupo, junto a un DVD con un documental y varios videos musicales.
La caja fue publicada en cuatro ediciones diferentes: 
- Una edición estándar con ambos volúmenes y temas extra, así como un DVD con un documental de 24 minutos y videos musicales, junto a un libro de dieciséis páginas.
- Una edición deluxe limitada a 50 000 copias a nivel mundial y numeradas con un certificado de autenticidad, que incluye los dos álbumes, el DVD y un libro de cuarenta páginas.
- Una edición en vinilo con los dos volúmenes y un disco de 12 pulgadas con los temas adicionales, así como un libro, pósteres y tarjetas y una remezcla exclusiva de «Not Alone Anymore».
- Una edición en formato digital con versiones descargables de los discos, los temas extra, los contenidos audiovisuales y un libreto interactivo.

Aunque los álbumes originales tuvieron un considerable éxito, The Traveling Wilburys Collection obtuvo un notable reconocimiento comercial al lograr el primer puesto en las listas de discos más vendidos de Australia, Irlanda, Nueva Zelanda y Reino Unido, así como en las listas de preventa de Amazon e iTunes. En su primera semana, la caja vendió más de 110 000 copias en el Reino Unido y 269 000 a nivel mundial. En los Estados Unidos, The Traveling Wilburys Collection alcanzó el puesto nueve en la lista Billboard 200, batiendo el récord conseguido por la caja de Nirvana With the Lights Out para el debut de una caja recopilatoria.

## Lista de temas
Todas las canciones escritas y compuestas por Traveling Wilburys excepto donde se anota. 
| Traveling Wilburys Vol. 1 |                              |          |  |
| N.º                       | Título                       | Duración |  |
| 1.                        | «Handle with Care»           | 3:20     |  |
| 2.                        | «Dirty World»                | 3:30     |  |
| 3.                        | «Rattled»                    | 3:00     |  |
| 4.                        | «Last Night»                 | 3:48     |  |
| 5.                        | «Not Alone Any More»         | 3:24     |  |
| 6.                        | «Congratulations»            | 3:30     |  |
| 7.                        | «Heading for the Light»      | 3:37     |  |
| 8.                        | «Margarita»                  | 3:15     |  |
| 9.                        | «Tweeter and the Monkey Man» | 5:30     |  |
| 10.                       | «End of the Line»            | 3:30     |  |
| 11.                       | «Maxine» (Tema extra)        | 2:49     |  |
| 12.                       | «Like a Ship» (Tema extra)   | 3:31     |  |

| Traveling Wilburys Vol. 3 |                              |                        |          |  |
| N.º                       | Título                       | Escritor(es)           | Duración |  |
| 1.                        | «She's My Baby»              |                        | 3:14     |  |
| 2.                        | «Inside Out»                 |                        | 3:36     |  |
| 3.                        | «If You Belonged To Me»      |                        | 3:13     |  |
| 4.                        | «The Devil's Been Busy»      |                        | 3:18     |  |
| 5.                        | «7 Deadly Sins»              |                        | 3:18     |  |
| 6.                        | «Poor House»                 |                        | 3:17     |  |
| 7.                        | «Where Were You Last Night?» |                        | 3:03     |  |
| 8.                        | «Cool Dry Place»             |                        | 3:37     |  |
| 9.                        | «New Blue Moon»              |                        | 3:21     |  |
| 10.                       | «You Took My Breath Away»    |                        | 3:18     |  |
| 11.                       | «Wilbury Twist»              |                        | 2:56     |  |
| 12.                       | «Nobody's Child»             | Cy Coben, Mel Foree    | 3:28     |  |
| 13.                       | «Runaway»                    | Max Crook, Del Shannon | 2:30     |  |

| DVD |                                                         |          |  |
| N.º | Título                                                  | Duración |  |
| 1.  | «Documental The True History of the Traveling Wilburys» | 24:00    |  |
| 2.  | «Handle With Care» (Videoclip)                          |          |  |
| 3.  | «End of the Line» (Videoclip)                           |          |  |
| 4.  | «She's My Baby» (Videoclip)                             |          |  |
| 5.  | «Inside Out» (Videoclip)                                |          |  |
| 6.  | «Wilbury Twist» (Videoclip)                             |          |  |

| Vinilo de 12" (edición en vinilo) |                                       |          |  |
| N.º                               | Título                                | Duración |  |
| 1.                                | «Handle With Care (Extended Version)» |          |  |
| 2.                                | «Like A Ship»                         |          |  |
| 3.                                | «Maxine»                              |          |  |
| 4.                                | «End Of The Line (Extended Version)»  |          |  |
| 5.                                | «Nobody's Child»                      |          |  |
| 6.                                | «Not Alone Anymore (Remix)»           |          |  |
| 7.                                | «Runaway»                             |          |  |

## Personal
Traveling Wilburys
- Nelson & Spike Wilbury: guitarra principal, mandolina, sitar y voz
- Clayton & Otis Wilbury: guitarra, teclados, bajo y voz
- Charlie & Muddy Wilbury: guitarra, bajo y voz
- Lucky & Boo Wilbury: guitarra, armónica y voz
- Lefty Wilbury: guitarra y voz

Otros músicos
- Buster Sidebury: batería y percusión
- Jim Horn: saxofón
- Ray Cooper: percusión
- Ian Wallace: tom-tom en «Handle with Care»
- Gary Moore: guitarra principal en «She's My Baby»
- Dhani Harrison: guitarra principal en «Like a Ship» y coros en «Maxine» y «Like a Ship»

## Posición en listas
| País              | Lista                     | Posición |
| ----------------- | ------------------------- | -------- |
| Alemania          | Media Control Charts      | 9        |
| Austria           | Ö3 Austria Top 40         | 24       |
| Australia         | ARIA Albums Chart         | 1        |
| Bélgica (Valonia) | Ultratop 200 Albums       | 31       |
| Bélgica (Flandes) | Ultratop 200 Albums       | 70       |
| Canadá            | Canadian Albums Chart     | 4        |
| Dinamarca         | Tracklisten Music Charts  | 1        |
| España            | Promusicae Albums Chart   | 9        |
| Estados Unidos    | Billboard 200             | 9        |
| Francia           | SNEP Albums Chart         | 116      |
| Irlanda           | Irish Albums Chart        | 1        |
| Italia            | IFPI Italia               | 30       |
| Japón             | Oricon LP Chart           | 31       |
| Noruega           | VG-lista Albums Chart     | 1        |
| Nueva Zelanda     | New Zealand Music Chart   | 1        |
| Países Bajos      | Mega Album Top 100        | 13       |
| Reino Unido       | UK Albums Chart           | 1        |
| Suiza             | Hit Parade Albums Top 100 | 45       |